# Hércules CF
Hércules Club de Fútbol, S.A.D. je španělský fotbalový klub sídlící ve městě Alicante nacházejícím se ve Valencijském společenství. Založen byl v roce 1922 a v současnosti hraje druhou nejvyšší španělskou soutěž Segunda División. Své domácí zápasy hraje na Estadio José Rico Pérez pro 30 000 sedících diváků. Hércules ve své historii strávil 20 sezón v Primera División a jeho nejlepším výsledkem je 5. místo ze sezóny 1974/75.

## Sezóna po sezóně
| Sezóna  | Divize | Umístění  | Copa del Rey |
| ------- | ------ | --------- | ------------ |
| 1929/30 | 3ª     | 5. místo  |              |
| 1931/32 | 3ª     | 1. místo  |              |
| 1932/33 | 3ª     | 1. místo  |              |
| 1933/34 | 3ª     | 4. místo  |              |
| 1934/35 | 2ª     | 1. místo  |              |
| 1935/36 | 1ª     | 6. místo  |              |
| 1939/40 | 1ª     | 6. místo  |              |
| 1940/41 | 1ª     | 9. místo  |              |
| 1941/42 | 1ª     | 13. místo |              |
| 1942/43 | 2ª     | 4. místo  |              |
| 1943/44 | 2ª     | 10. místo |              |
| 1944/45 | 2ª     | 2. místo  |              |
| 1945/46 | 1ª     | 14. místo |              |
| 1946/47 | 2ª     | 4. místo  |              |
| 1947/48 | 2ª     | 6. místo  |              |
| 1948/49 | 2ª     | 4. místo  |              |
| 1949/50 | 2ª     | 10. místo |              |
| 1950/51 | 2ª     | 4. místo  |              |
| 1951/52 | 2ª     | 4. místo  |              |
| 1952/53 | 2ª     | 2. místo  |              |

| Sezóna  | Divize | Umístění  | Copa del Rey |
| ------- | ------ | --------- | ------------ |
| 1953/54 | 2ª     | 2. místo  |              |
| 1954/55 | 1ª     | 6. místo  |              |
| 1955/56 | 1ª     | 16. místo |              |
| 1956/57 | 2ª     | 2. místo  |              |
| 1957/58 | 2ª     | 5. místo  |              |
| 1958/59 | 2ª     | 13. místo |              |
| 1959/60 | 3ª     | 1. místo  |              |
| 1960/61 | 2ª     | 3. místo  |              |
| 1961/62 | 2ª     | 7. místo  |              |
| 1962/63 | 2ª     | 8. místo  |              |
| 1963/64 | 2ª     | 2. místo  |              |
| 1964/65 | 2ª     | 4. místo  |              |
| 1965/66 | 2ª     | 1. místo  |              |
| 1966/67 | 1ª     | 15. místo |              |
| 1967/68 | 2ª     | 15. místo |              |
| 1968/69 | 3ª     | 1. místo  |              |
| 1969/70 | 3ª     | 1. místo  |              |
| 1970/71 | 2ª     | 11. místo |              |
| 1971/72 | 2ª     | 14. místo |              |
| 1972/73 | 2ª     | 9. místo  |              |

| Sezóna  | Divize | Umístění  | Copa del Rey |
| ------- | ------ | --------- | ------------ |
| 1973/74 | 2ª     | 2. místo  |              |
| 1974/75 | 1ª     | 5. místo  |              |
| 1975/76 | 1ª     | 6. místo  |              |
| 1976/77 | 1ª     | 13. místo |              |
| 1977/78 | 1ª     | 15. místo |              |
| 1978/79 | 1ª     | 12. místo |              |
| 1979/80 | 1ª     | 15. místo |              |
| 1980/81 | 1ª     | 13. místo |              |
| 1981/82 | 1ª     | 17. místo |              |
| 1982/83 | 2ª     | 8. místo  |              |
| 1983/84 | 2ª     | 3. místo  |              |
| 1984/85 | 1ª     | 15. místo |              |
| 1985/86 | 1ª     | 17. místo |              |
| 1986/87 | 2ª     | 5. místo  |              |
| 1987/88 | 2ª     | 18. místo |              |
| 1988/89 | 2ªB    | 8. místo  |              |
| 1989/90 | 2ªB    | 13. místo |              |
| 1990/91 | 2ªB    | 5. místo  |              |
| 1991/92 | 2ªB    | 5. místo  | 3. kolo      |
| 1992/93 | 2ªB    | 4. místo  | 3. kolo      |

| Sezóna  | Divize | Umístění  | Copa del Rey    |
| ------- | ------ | --------- | --------------- |
| 1993/94 | 2ª     | 7. místo  | 4. kolo         |
| 1994/95 | 2ª     | 9. místo  |                 |
| 1995/96 | 2ª     | 1. místo  | Osmifinále      |
| 1996/97 | 1ª     | 21. místo | 3. kolo         |
| 1997/98 | 2ª     | 11. místo | 2. kolo         |
| 1998/99 | 2ª     | 21. místo |                 |
| 1999/00 | 2ªB    | 4. místo  |                 |
| 2000/01 | 2ªB    | 11. místo | Předkolo        |
| 2001/02 | 2ªB    | 3. místo  |                 |
| 2002/03 | 2ªB    | 11. místo | 2. kolo         |
| 2003/04 | 2ªB    | 9. místo  |                 |
| 2004/05 | 2ªB    | 2. místo  |                 |
| 2005/06 | 2ª     | 17. místo | 1. kolo         |
| 2006/07 | 2ª     | 16. místo | Šestnáctifinále |
| 2007/08 | 2ª     | 6. místo  | Šestnáctifinále |
| 2008/09 | 2ª     | 4. místo  | Osmifinále      |
| 2009/10 | 2ª     | 2. místo  | Osmifinále      |
| 2010/11 | 1ª     | 19. místo | Šestnáctifinále |
| 2011/12 | 2ª     | —         |                 |

- 20 sezón v La Lize
- 40 sezón v Segunda División
- 11 sezón v Segunda División B
- 7 sezón v Tercera División